# Ловер-Гвінедд Тауншип (округ Монтгомері, Пенсільванія)
Ловер-Гвінедд Тауншип (англ. Lower Gwynedd Township) — селище (англ. township) в США, в окрузі Монтгомері штату Пенсільванія. Населення — 12 076 осіб (2020).

## Історія
Гвінедд був заснований у 1698 році валлійськими квакерами. У 1891 році містечко було розділене на Нижній Гвінедд і Верхній Гвінедд.
Гвінедд Зал (англ. Gwynedd Hall) та будинок Якоба Кастнера (англ. Jacob Kastner Loghouse) занесені до Національного реєстру історичних місць.

## Демографія
Згідно з переписом 2010 року, у селищі мешкало 11 405 осіб у 4692 домогосподарствах у складі 3077 родин. Було 4906 помешкань
Расовий склад населення:
| - 84,0 % — білих - 7,1 % — азіатів - 6,9 % — чорних або афроамериканців - 0,1 % — корінних американців |

До двох чи більше рас належало 1,5 %. Частка іспаномовних становила 1,9 % від усіх жителів.
За віковим діапазоном населення розподілялося таким чином: 21,0 % — особи молодші 18 років, 54,5 % — особи у віці 18—64 років, 24,5 % — особи у віці 65 років та старші. Медіана віку мешканця становила 49,2 року. На 100 осіб жіночої статі у селищі припадало 84,4 чоловіків;  на 100 жінок у віці від 18 років та старших — 81,5 чоловіків також старших 18 років.
Середній дохід на одне домашнє господарство  становив 153 695 доларів США (медіана — 92 292), а середній дохід на одну сім'ю — 195 648 доларів (медіана — 137 788). Медіана доходів становила 106 167 доларів для чоловіків та 63 512 долари для жінок. За межею бідності перебувало 8,6 % осіб, у тому числі 11,2 % дітей у віці до 18 років та 9,5 % осіб у віці 65 років та старших.
Цивільне працевлаштоване населення становило 5218 осіб. Основні галузі зайнятості: освіта, охорона здоров'я та соціальна допомога — 27,5 %, науковці, спеціалісти, менеджери — 17,7 %, фінанси, страхування та нерухомість — 11,9 %, виробництво — 11,0 %.